# Campeonato Uruguayo de Primera División 1955
El Campeonato Uruguayo 1955 fue el 51° torneo de Primera División del fútbol uruguayo, correspondiente al año 1955. Contó con la participación de 10 equipos, los cuales se enfrentaron en sistema de todos contra todos a dos ruedas.
El campeón fue el Club Nacional de Football, que se alzó con su vigésimo tercer título de Primera División.
En la parte baja de la tabla debió descender a Segunda División el Club Atlético River Plate por obtener la menor cantidad de puntos.

## Participantes

### Ascensos y descensos
| Equipo      | Ascendido como                      |
| ----------- | ----------------------------------- |
| Sud América | Campeón de la Segunda División 1954 |

| Equipo  | Descendido como           |
| ------- | ------------------------- |
| Miramar | 10° Primera División 1954 |

## Campeonato

### Tabla de posiciones
| Pos. | Equipo               | PJ | PG | PE | PP | GF | GC | Dif. | Pts. |
| ---- | -------------------- | -- | -- | -- | -- | -- | -- | ---- | ---- |
| 1º   | Nacional             | 18 | 14 | 3  | 1  | 53 | 21 | +32  | 31   |
| 2º   | Peñarol              | 18 | 10 | 7  | 1  | 36 | 17 | +19  | 27   |
| 3º   | Cerro                | 18 | 6  | 6  | 6  | 30 | 19 | +11  | 18   |
| 4º   | Danubio              | 18 | 6  | 6  | 6  | 37 | 32 | +5   | 18   |
| 5º   | Defensor             | 18 | 6  | 5  | 7  | 29 | 38 | -9   | 17   |
| 6º   | Rampla Juniors       | 18 | 5  | 6  | 7  | 28 | 31 | -3   | 16   |
| 7º   | Montevideo Wanderers | 18 | 5  | 6  | 7  | 21 | 24 | -3   | 16   |
| 8º   | Sud América          | 18 | 6  | 3  | 9  | 23 | 41 | -18  | 15   |
| 9º   | Liverpool            | 18 | 6  | 1  | 11 | 22 | 31 | -9   | 13   |
| 10º  | River Plate          | 18 | 2  | 5  | 11 | 15 | 40 | -25  | 9    |

|  | Campeón Uruguayo.             |
|  | Desciende a Segunda División. |

|                                             |
| Uruguay                                     |
| Campeón Uruguayo 1955 Nacional 23.er título |

### Fixture
| Nacional    | 3-1 | Cerro                |
| Peñarol     | 3-1 | Danubio              |
| Liverpool   | 4-2 | River Plate          |
| Sud América | 2-2 | Montevideo Wanderers |
| Defensor    | 2-1 | Rampla Juniors       |

| Peñarol              | 2-0 | Defensor       |
| Nacional             | 2-1 | Rampla Juniors |
| Danubio              | 4-0 | Sud América    |
| Montevideo Wanderers | 3-1 | Liverpool      |
| River Plate          | 1-0 | Cerro          |

| Nacional       | 2-0 | Sud América          |
| Peñarol        | 1-0 | Montevideo Wanderers |
| Defensor       | 2-2 | River Plate          |
| Danubio        | 2-2 | Cerro                |
| Rampla Juniors | 1-0 | Liverpool            |

| Peñarol              | 2-1 | River Plate |
| Nacional             | 2-1 | Liverpool   |
| Montevideo Wanderers | 0-0 | Defensor    |
| Cerro                | 5-0 | Sud América |
| Rampla Juniors       | 2-2 | Danubio     |

| Nacional       | 3-1 | Montevideo Wanderers |
| Peñarol        | 4-2 | Sud América          |
| Defensor       | 3-1 | Cerro                |
| Liverpool      | 2-0 | Danubio              |
| Rampla Juniors | 1-0 | River Plate          |

| Liverpool      | 3-0 | Peñarol              |
| River Plate    | 2-1 | Nacional             |
| Danubio        | 2-1 | Montevideo Wanderers |
| Rampla Juniors | 1-1 | Cerro                |
| Sud América    | 2-1 | Defensor             |

| Nacional             | 3-2 | Danubio        |
| Sud América          | 2-2 | Rampla Juniors |
| Peñarol              | 0-0 | Cerro          |
| Defensor             | 3-2 | Liverpool      |
| Montevideo Wanderers | 0-0 | River Plate    |

| Liverpool      | 1-1 | Cerro                |
| Danubio        | 2-2 | Defensor             |
| River Plate    | 1-1 | Sud América          |
| Nacional       | 3-3 | Peñarol              |
| Rampla Juniors | 5-3 | Montevideo Wanderers |

| Peñarol     | 2-2 | Rampla Juniors       |
| Nacional    | 5-1 | Defensor             |
| Danubio     | 6-0 | River Plate          |
| Cerro       | 2-1 | Montevideo Wanderers |
| Sud América | 1-0 | Liverpool            |

| Nacional             | 2-1 | Cerro          |
| Peñarol              | 1-1 | Danubio        |
| Liverpool            | 3-0 | River Plate    |
| Montevideo Wanderers | 2-1 | Sud América    |
| Defensor             | 4-3 | Rampla Juniors |

| Peñarol   | 3-0 | Defensor             |
| Nacional  | 4-0 | Rampla Juniors       |
| Danubio   | 3-1 | Sud América          |
| Liverpool | 2-1 | Montevideo Wanderers |
| Cerro     | 5-0 | River Plate          |

| Nacional  | 3-1 | Sud América          |
| Peñarol   | 0-0 | Montevideo Wanderers |
| Defensor  | 1-1 | River Plate          |
| Cerro     | 4-2 | Danubio              |
| Liverpool | 1-0 | Rampla Juniors       |

| Peñarol              | 3-0 | River Plate |
| Nacional             | 2-0 | Liverpool   |
| Montevideo Wanderers | 1-0 | Defensor    |
| Sud América          | 2-0 | Cerro       |
| Rampla Juniors       | 1-1 | Danubio     |

| Nacional       | 2-2 | Montevideo Wanderers |
| Peñarol        | 5-1 | Sud América          |
| Defensor       | 0-0 | Cerro                |
| Danubio        | 2-0 | Liverpool            |
| Rampla Juniors | 2-1 | River Plate          |

| Peñarol     | 4-1 | Liverpool            |
| Nacional    | 3-0 | River Plate          |
| Danubio     | 1-0 | Montevideo Wanderers |
| Cerro       | 3-0 | Rampla Juniors       |
| Sud América | 2-1 | Defensor             |

| Nacional             | 5-2 | Danubio     |
| Rampla Juniors       | 4-0 | Sud América |
| Peñarol              | 1-0 | Cerro       |
| Defensor             | 3-1 | Liverpool   |
| Montevideo Wanderers | 2-1 | River Plate |

| Cerro                | 4-0 | Liverpool      |
| Defensor             | 4-3 | Danubio        |
| Sud América          | 3-2 | River Plate    |
| Nacional             | 1-1 | Peñarol        |
| Montevideo Wanderers | 2-1 | Rampla Juniors |

| Peñarol     | 1-1 | Rampla Juniors       |
| Nacional    | 7-2 | Defensor             |
| Danubio     | 1-1 | River Plate          |
| Cerro       | 0-0 | Montevideo Wanderers |
| Sud América | 2-0 | Liverpool            |